# Задача планування для потокової лінії
Задача планування для потокової лінії (англ. flow shop scheduling problem або permutation flowshop scheduling) — комбінаторна задача теорії розкладів.

## Визначення
Дано {\displaystyle n} вимог і {\displaystyle m} машин для їх опрацювання. Задано такі обмеження:
- всі вимоги слід опрацювати послідовно на всіх машинах від 1-ї до {\displaystyle m}-ї;
- будь-яка машина в кожен момент часу може опрацьовувати тільки одну вимогу;
- не допускаються переривання під час опрацьовування вимог і, отже, розв'язок визначається деякою перестановкою вимог.

Час опрацювання кожної вимоги на кожній машині задано матрицею {\displaystyle M_{nm}(\mathbb {R} ^{+})}. Елемент матриці {\displaystyle p_{ij}} — час опрацювання вимоги {\displaystyle i} на машині {\displaystyle j}.
Зазвичай розглядають такі цільові функції:
- {\displaystyle C_{max}}, час закінчення опрацювання останньої вимоги на {\displaystyle m}-й машині або загальний час опрацювання;
- {\displaystyle \Sigma _{i=1}^{n}c_{i}}, суму часів закінчення опрацювання вимог на машині {\displaystyle m}.

## Алгоритми мінімізаціїCmax{\displaystyle C_{max}}

### Алгоритм для двох машин
Для розв'язання задачі на двох машинах знайдено поліноміальний за часом алгоритм Джонсона: вимоги ділять на дві множини {\displaystyle U=\{i:p_{i1}<p_{i2}\}} і {\displaystyle V=\{i:p_{i1}\geq p_{i2}\}}, далі:
- вимоги {\displaystyle U} впорядковують за неспаданням {\displaystyle p_{i1}},
- вимоги {\displaystyle V} впорядковують за незростанням {\displaystyle p_{i2}},
- оптимальна послідовність є конкатенацією впорядкованих таким чином {\displaystyle U} і {\displaystyle V}.

Алгоритм має часову складність {\displaystyle n\log(n)}, оскільки використовує алгоритм сортування.

### Алгоритми для трьох і більше машин
У разі більше двох машин задача є NP-складною, але розроблено багато евристичних поліноміальних за часом наближених алгоритмів.

#### Евристика NEH
Одним з найвідоміших алгоритмів є евристика Наваза, Енскора і Гама (Nawaz, Enscore, Ham):
- вимоги упорядковують за {\displaystyle \sum _{j=1}^{m}p_{ij}} і нумерують відповідно до цього порядку,
- визначають порядок опрацювання двох перших вимог так, щоб мінімізувати час їх опрацювання,
- для {\displaystyle i=3} до {\displaystyle n}:
  - вимога {\displaystyle i} поміщається на позицію {\displaystyle k\in [1,i]}, яка мінімізує загальний час обслуговування перших {\displaystyle i} вимог
- (кінець циклу)

#### Евристика Кемпбелла, Дудека і Сміта
Відома також евристика Кемпбелла, Дудека і Сміта (Campbell, Dudek, Smith), в якій задача для {\displaystyle m} машин послідовно зводиться до {\displaystyle m-1} задачі для 2 машин і кожна з них розв'язується алгоритмом Джонсона.